# Pirin

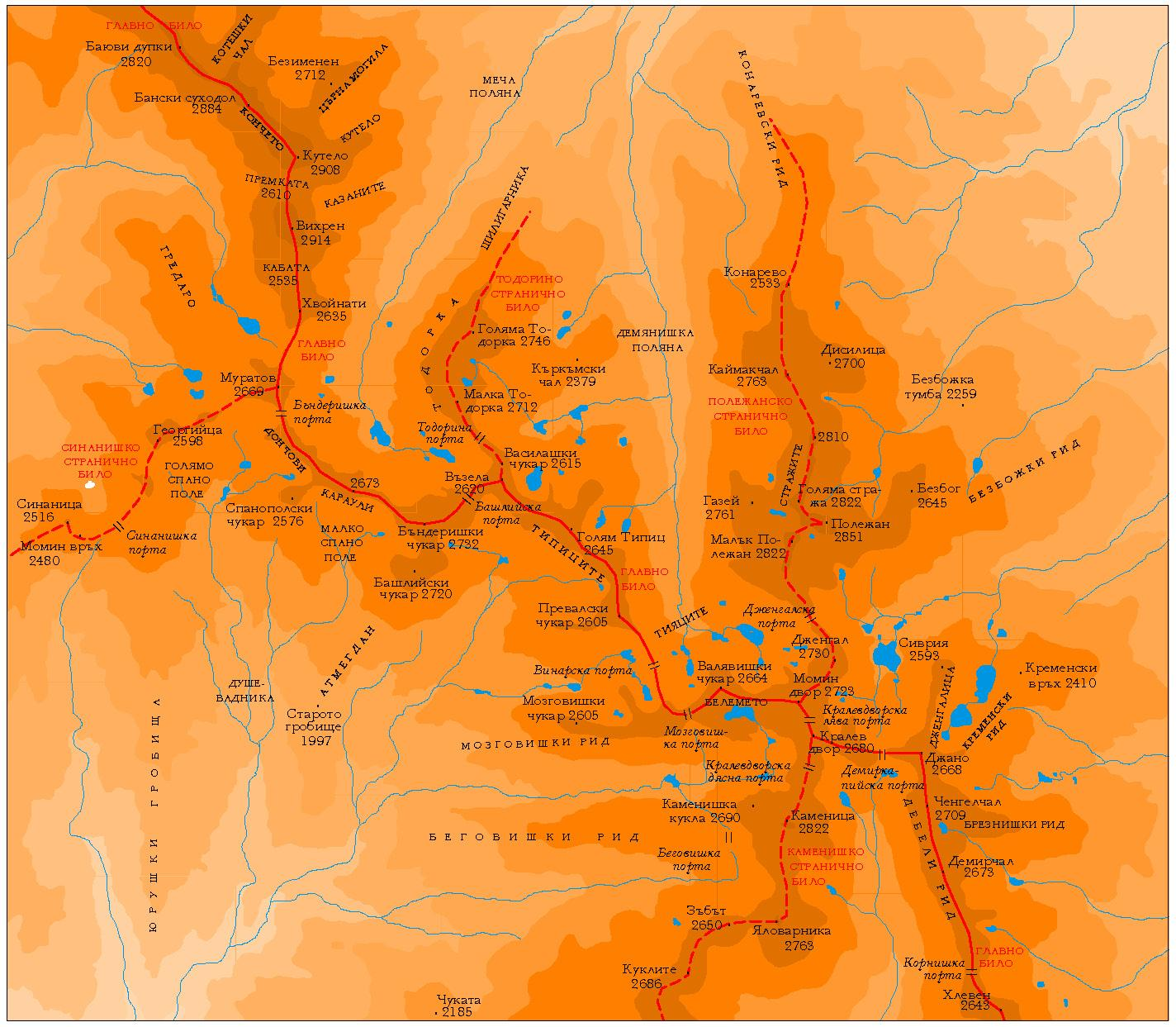
mapa pohoří Pirin

Pirin je pohoří nacházející se v jihozápadním Bulharsku. Má velehorský ráz a jeho nejvyšším vrcholem je Vichren – 2 914 m. Hlavní hřeben pohoří je asi 40 km dlouhý a 25 km široký. Většina území je chráněná v Národním parku Pirin, který je od roku 1983 zapsán na seznamu světového přírodního dědictví UNESCO. Pirin je známý svou bohatou flórou a faunou. Velká část oblasti je zalesněná.
Jméno pohoří se odvozuje od pohanského boha bouře, Peruna, nejvyššího boha slovanské mytologie.

## Poloha
Pirin je druhé nejvyšší horské pásmo v Bulharsku hned po pohoří Rila (Musala, 2 925 m) a šesté nejvyšší v Evropě po Kavkazu, Alpách, Sieře Nevadě, Pyrenejích, sopce Etna, kdy je každé horstvo reprezentováno svou nejvyšší horou. Oblast Pirinu má rozlohu 2 585 km² a střední výšku 1 033 m. Pirin se táhne kolmo k Rile mezi hlubokými údolími řek Mesta a Struma. S Rilou hraničí na severu v sedle Predel (1 142 m), na jihu končí v Parilskem sedle (1 170 m). Vzdálenost mezi těmito sedly je 60 km ze SZ k JV a maximální šířka pohoří Pirin je 40 km z města Sandanski do obce Obidim. Dalšími sousedními pohořími jsou Vlahina, Maleshevo, Osogovska Planina a Ograzhden na západě, na východě to jsou potom Rodopy.

## Členění
Geologicky a geograficky Pirin je rozdělen do tří částí: severní, centrální a jižní.
- Severní Pirin je pravděpodobně nejhezčí a nejatraktivnější část pohoří.[zdroj?] Tvoří dvě třetiny celého masivu a leží zde též jeho nejvyšší body. Značně se přitom liší geologickým složením, neboť Vichren a Kutelo (2 908 m) jsou masivy mramorové, kdežto od sedla Kabata pod Vichrenem dále na jih na Todorovu poljanu se nacházejí žuly. Tato část je proto také rozeklanější a členitější, má spíše karpatský ráz. Rozdíl je viditelný třeba při pohledu z Todorina vrchu (2 746 m). Vrcholy spadají do hlubokých údolí s mnoha jezery. Severní Pirin je plný chat a nocleháren, sloužících turistům.
- Centrální Pirin je plošně nejmenší částí masivu. Je daleko nižší než severní část. Rozkládá se mezi sedli Todorova Poljana a Popovi Livadi. Centrálnímu Pirinu patří jen 7 % z celkové rozlohy pohoří. Délka této části je jen 7 km. Nejvyšší vrchol je Oreljak (2 099 m), zatímco další vrcholy nedosahují úrovně 2 000 m a jsou povětšinu hustě zalesněné, obvykle listnatými lesy. V Centrálním Pirinu jsou jen dvě noclehárny (útulny, bivaky) – Popovi Livadi a Malina.
- Jižní Pirin
Je nejnižší a nejvíce plošně kruhovou částí pohoří Pirin. Nejvyšší vrchol je Svěštik s výškou 1 975 m. Jižní část zabírá 17 % z celkové plochy Pirinu a je asi 11 km dlouhá a široká. I tato část hor je hodně lesnatá hlavní porosty zde tvoří jehličnaté a listnaté stromy. Toto území je navštěvované jen zřídka a proto také postrádá horské chaty a infrastrukturu.

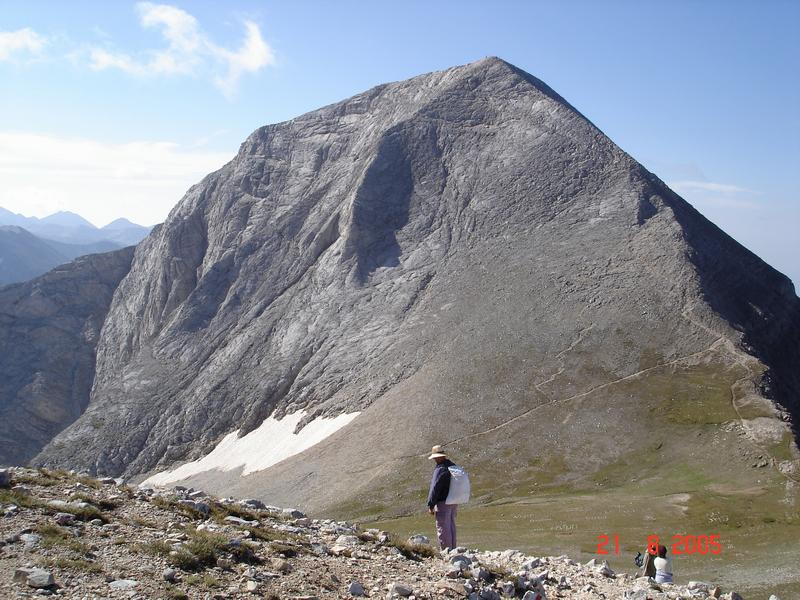
Vichren – 2914 m

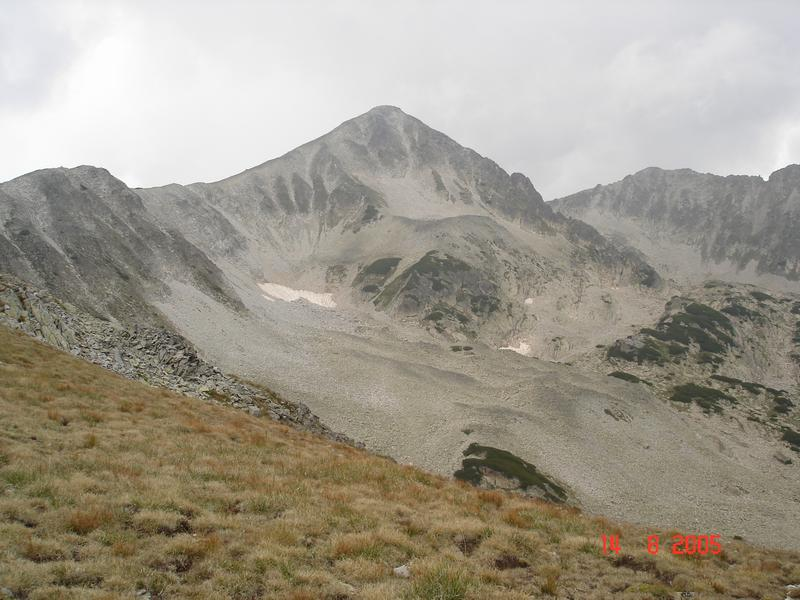
Poležan – 2851 m

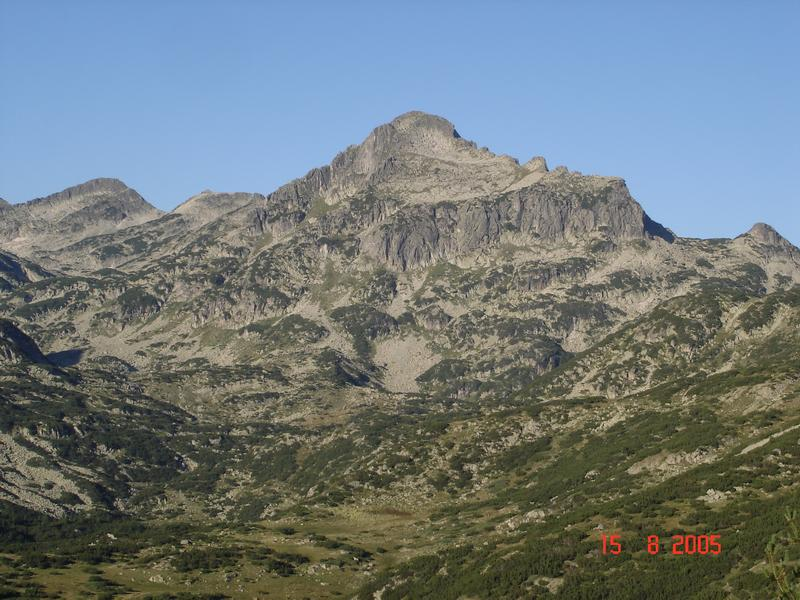
Džengal – 2730 m

K nejvyšším horám pohoří Pirin patří :
1. Vichren (2 914 m)
2. Kutelo (2 908 m)
3. Banski Suhodol (2 884 m)
4. Poležan (2 851 m)
5. Kamenica (2 822 m)
6. Malak Poležan (2 822 m)
7. Bajuvi Dupki (2 820 m)
8. Jalovarnika (2 763 m)
9. Kajmakčal (2 763 m)
10. Gazej (2 761 m)
11. Todorin vrch (2 746 m)
12. Banderiški Čukar (2 732 m)
13. Džengal (2 730 m)
14. Momin Dvor (2 723 m)
15. Bašlijski Čukar (2 720 m)
16. Bezimenen Vrah (2 712 m)
17. Malka Todorka (2 712 m)
18. Čengelčal (2 709 m)
19. Disilica (2 700 m)
20. Kameniška Kukla (2 690 m)

## Geologie
Pirin se řadí z geologického hlediska k Thrácko-makedonskému masivu. Za hlavní stavební kameny lze považovat krystalické břidlice, žulu, vápenec, mramor (oblast Vichrenu) a dolomit. Třetihorní alpinské vrásnění pouze vyzdvihlo podložní kry se „omladilo“ tak horský reliéf. Vzhled tak jak ho známe dnes má pohoří díky působení geologických sil z čtvrtohorních zalednění. Vytvoření jezera, karů a hlubokých kotlin dala zapříčinu vodní eroze a tlaky ledovců.

## Podnebí
Podnebí Pirinu není nijak zvlášť vyhraněné. Míchají se tu vlivy kontinentálního klimatu a vlhkosti z Egejského moře. Počasí bývá poměrně nestálé co se srážek i teplot týče. I ve vrcholném létě se stává, že na vrcholech hor poklesá teplota pod nulu. Obecně lze říci, že v zimě jsou srážky celkem bohaté.

## Vodstvo
- Řeky a vodopády

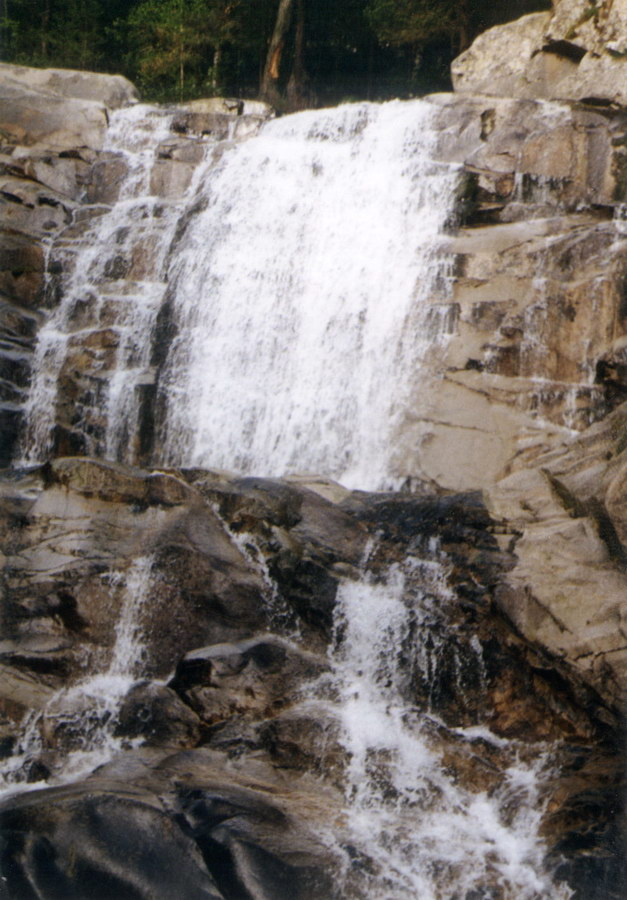
Popinolaški vodopád

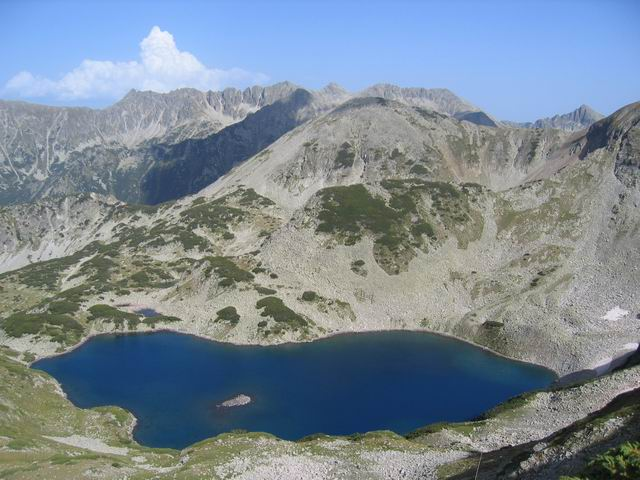
jezero Tevno – Vasilaški cirkus

Řeka Struma odvodňuje Pirin na jedné straně, na druhé jí v tom pomáhá řeka Mesta. Její přítoky vyhloubily jedinečná údolí, jimiž vedou cesty do vyšších partií hor. Na horních tocích řek se někdy vyskytují vodopády. Např. Benderický (11 m) a Dejanický, které se nalézají v rezervaci Malka Džinderica.
- Jezera

V Pirinu je celkem 176 jezer. Jezera se často vyskytují ve skupinách, ta vznikla po odlivu ledovců v pleistocénu ve velkých karech nazývaných cirky. Nejznámější z 34 cirků v Pirinu jsou Valjaviški cirkus s deseti jezery a Vasilaški cirkus, se soustavou dvanácti jezer. Největší plochu z pirinských jezer má Popovo (0,12 km²), současně je i nejhlubší (téměř 30 m). Pirinská jezera jsou vysoko položená – zhruba mezi 2 000 až 2 700 m. Gornopoležansko jezero v Pirinu leží ve výšce 2 715 m.
Nejznámější jezerní cirky v Pirinu :
Popov cirkus – 11 jezer
Kremenski cirkus – 5 jezer
Banderishki cirkus – 16 jezer
Vasilaški cirkus – 12 jezer
Valjaviški cirkus – 10 jezer
Chairski cirkus – 10 jezer
Vlahini cirkus – 5 jezer
Malokamenishki cirkus – 20 jezer
Prevalski cirkus – 4 jezera
Bašlijski cirkus – 4 jezera
Tipitski cirkus – 2 jezera
- Minerální prameny

V nižších polohách se setkáme s minerálními prameny. Využívají se někdy lázeňsky – např. známé letovisko Sandanski.

## Příroda

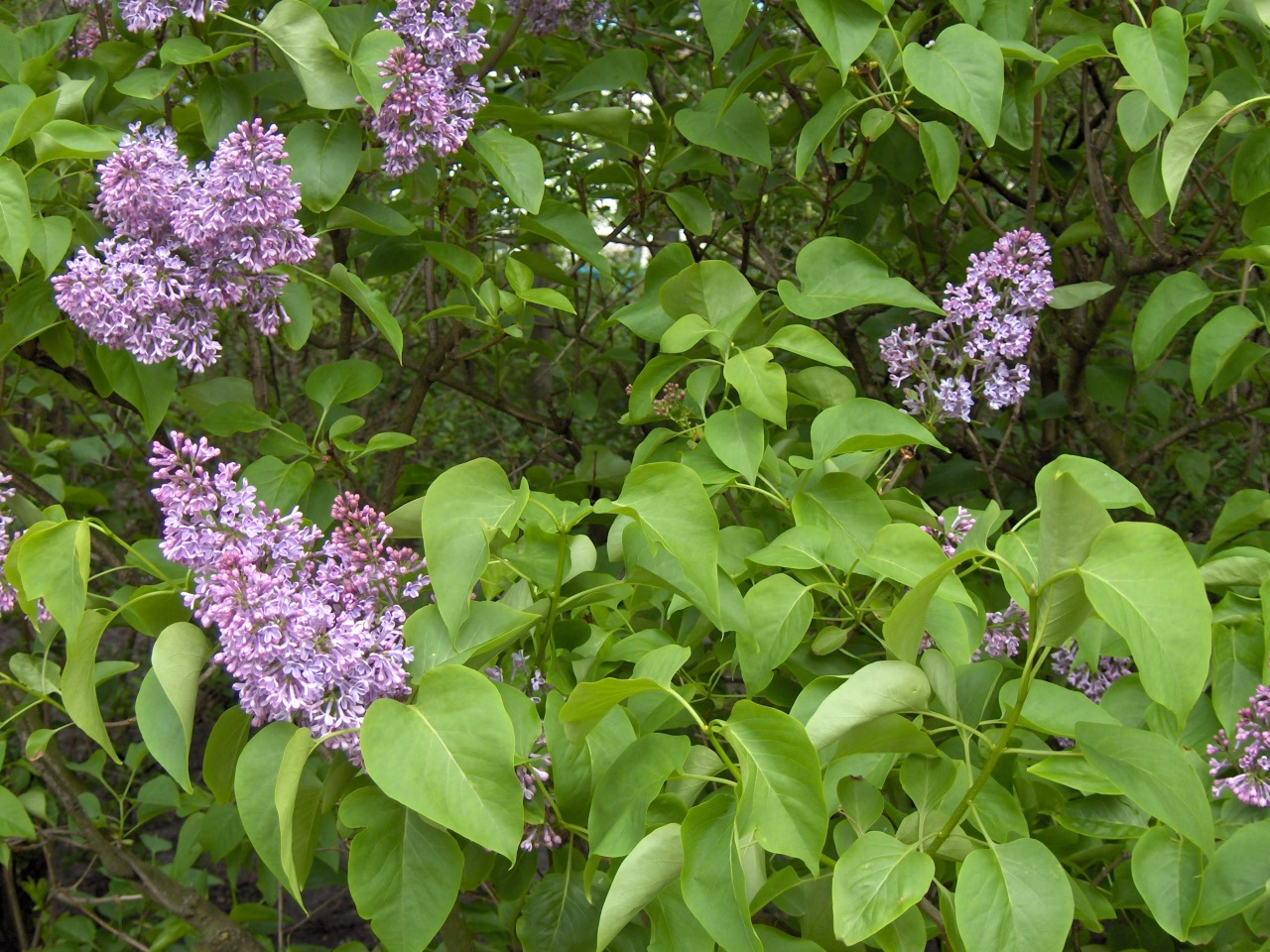
šeřík obecný

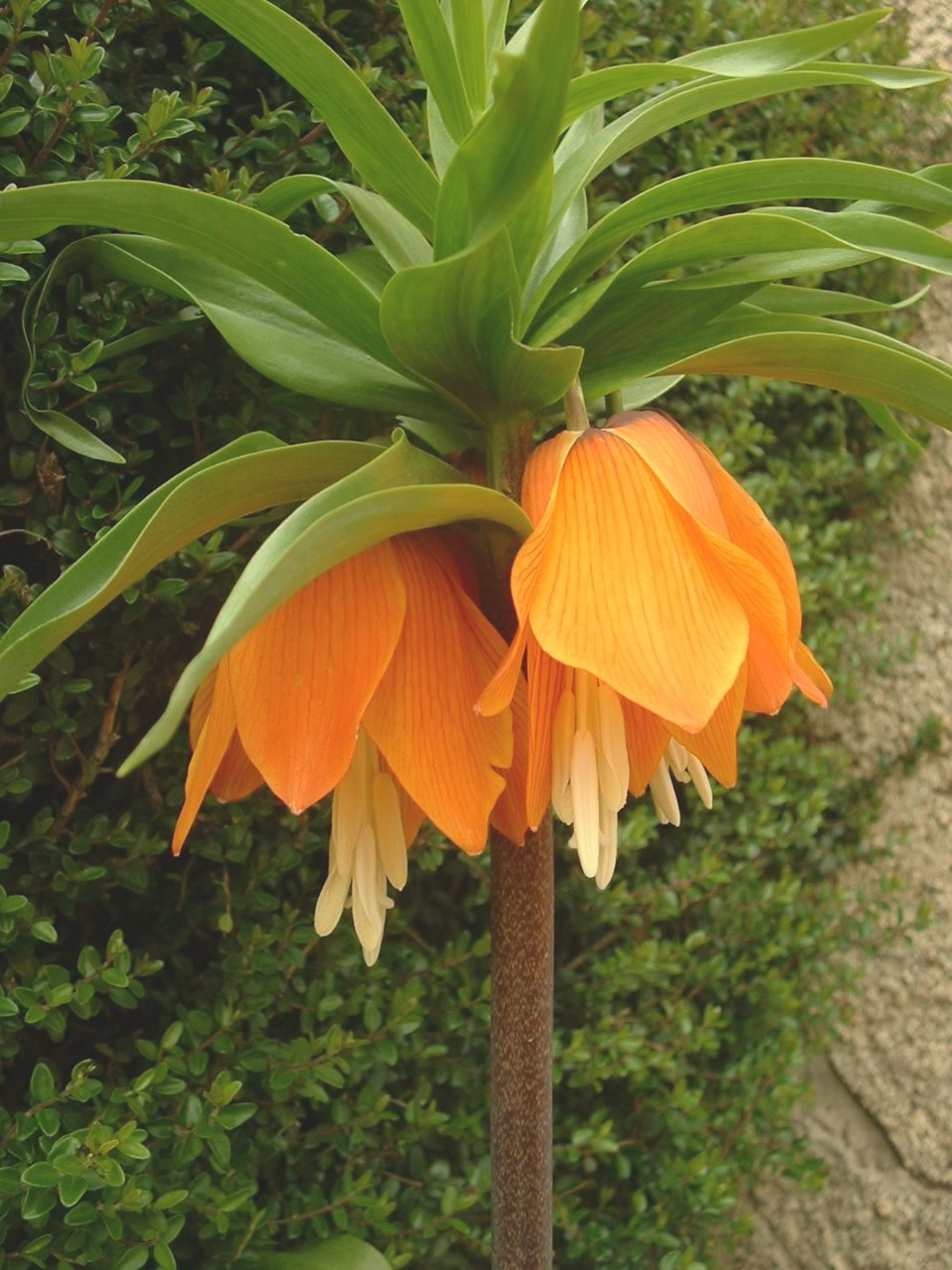
řebčík královský

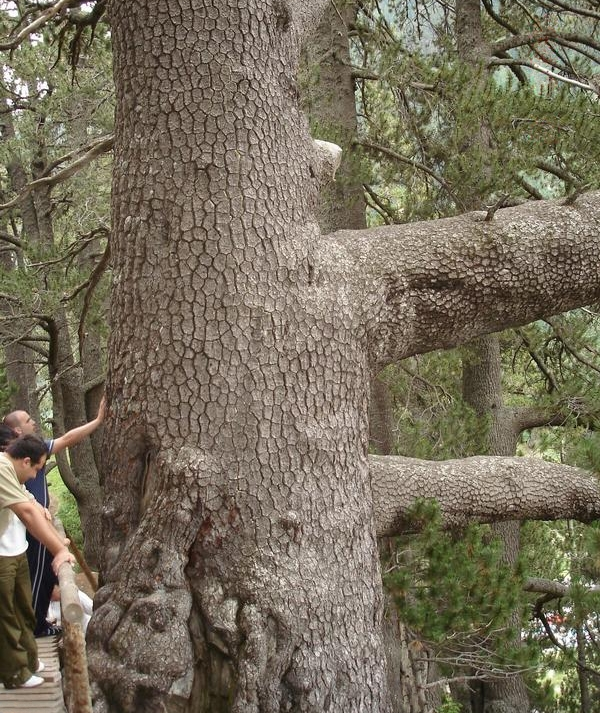
borovice Bajkušova mura

Malebnost Pirinu je dlouho známa a potvrdí ji každý kdo sem zavítá. Kromě reliéfu ji způsobuje i různé geologické složení a pestrá květena. Pirin patří v tomto směru ke skutečným klenotům evropské přírody.

### Flora
V údolí Strumy rostou olivovníky, ruje vlasaté nebo kdouloně. Místy tvoří velké porosty domácí šeřík obecný. Dominantním stromem je buk, ve vyšších polohách pak začínají jehličnany (smrk, několik druhů borovic). Některé exempláře vystupují až do výšky 2 200 m. Výše potkáme keřovitý jalovec nebo zakrslou borovici zasahující až do 2 400 m. Pravým pokladem místní flory jsou však subalpinské a alpinské louky. Rostou na nich lilie, na vlhkých místech vstavače. Opodál se najdeme zlaté zvonky orlíčků, vyrůstající keříky lýkovců. K pěkným rostlinám patří řebčíky. Vlhká místa jsou domovem prvosenek. Zde se jedná o několik endemitů. Dále zde nalezneme hořce, růžovou chrpu, tařice, kručinky

### Fauna
Návštěvník zde může spatřit kamzíky (v Pirinu jich je asi 250 kusů), jelena, lišku, zajíce a mnoho druhů hlodavců. Setkání s medvědem hnědým patří k nejvzácnějším. I vlka asi sotva zahlédneme, přesto však ještě pár kusů je. V nižších polohách žije skrytě v norách slepec malý, hrablavý hlodavec se zakrnělýma očima. Velké dravce zastupují orlosup bradatý, sup hnědý, kteří sem přilétají z jižních pohoří. V pásmu lesů žijí tetřevi, datlové, brhlíci a řada dalších příslušníků ptačí říše. Plazy kromě běžných druhů zastupuje také zmije menší.

### Ochrana přírody
Vzhledem k velkému přívalu turistů je většina území chráněná. Pirin je od roku 1976 národním parkem (Národní park Pirin, 275 km²), zařazeným do celosvětové sítě biosférických rezervací. Další dvě části tohoto parku jsou přísně chráněnými rezervacemi se zákazem vstupu. V první z nich, v rezervaci Malka Džinderica rostou až třistaleté borovice. Poblíž chaty Banderica roste také nejstarší strom v Bulharska, borovice Bajkušova mura, která je 1 300 let stará. Dosahuje výšky 22 m a obvod kmene činí 7 m. Rezervace Bajuvi dupki ve vápencové části Pirinu má plochu 14,5 km² a jsou zde chráněny vzácné druhy flory a fauny, ale i zajímavé krasové útvary.

## Osídlení
Díky výborné dostupnosti údolími pronikala civilizace do nižších poloh hor již od dávných dob. Obyvatelé v horách obvykle hledali útočiště před cizími nájezdníky. V Pirinu proto podobně jako v pohoří Rila nalezneme různá turecká opevnění, památníky bojů Bulharů proti osmanům. Ke významným místním památkám patří kláštery, nazývané monastýry. Žijí zde národnostní menšiny Turků, Makedonců a Řeků.

## Dostupnost a turismus
Pirin patří k hodně navštěvovaným a dobře dostupným pohořím. Je protkán množstvím turistických stezek a sítí horských chat, ty avšak v hlavní sezóně nestačí náporu návštěvníků, který značně převyšuje turistickou kapacitu pohoří. Mimo horských chat bývají na hřebenech a v koncích údolí útulny či bivaky (zvané zde zaslony), v kterých se obvykle nocuje třeba i ve vlastním spacím pytli. Táboření je zde omezováno vzhledem k tomu, že se nacházíme v národním parku či rezervaci. Další možnosti ubytování jsou hotely a někde i monastýry. Běžné je ubytování v soukromých penzionech.
Pirinské chaty
- Javorov 1 740 m
- Banderica 1 811 m (nejstarší pirinská chata)
- Vichren 1 950 m
- Demjanica 1 895 m
- Besbog 2 240 m
- Goče Delčev 1 480 m
- Sinanica 2 200 m
- Džane Sandanski 1 230 m
- Kamenica 1 750 m
- Pirin 1 640 m
- Popovi Livadi 1 412 m

Údolím Strumy vede mezinárodní rychlíková trať Sofie – Soluň. Výstupními stanicemi v pohoří Pirin jsou Simitli a Sandanski. Pohoří je také dostupné úzkorozchodnou železnicí vyjíždějící ze stanice Septemvri.
Pirin není vhodný pro plánování hřebenových túr tak jako pohoří Rila. Stále oblíbenější jsou skialpinistické túry. Pirin je bezpečný a atraktivní v jarních měsících, kdy ve vyšších polohách leží dostatek sněhu. Nový lyžařský areál se rozkládá na Bezbogu. Má sjezdové tratě i lanovky, nechybí ani ubytovací možnosti. Pro horolezce jsou atraktivní především štíty v žulové části pohoří.